# جائزة هارفي (قصص مصورة)
جائزة هارفي (بالإنجليزية: Harvey Award)‏ هي جائزة تمنح للإنجازات في مجال كتب القصص المصورة تم تسميتها بعد الفنان والكاتب هارفي كورتزمان (1924–1993). أسسها غاري غروث رئيس دار النشر فانتاجرافيكس بوكس. ظهرت الجائزة بعد عام من توقف جائزة كيربي في سنة 1988.

## أبرز الفائزين
أشخاص
- آلان مور
- نيل غيمان
- ويل إيسنر
- مارك ويد
- كيفن سميث

أعمال
- ديردفيل
- واتشمن
- ذا والكينغ ديد
- وقت المغامرة
- باتمان: النكتة القاتلة
- لويس رئيل
- كابتن أمريكا
- بينوتس
- برسبوليس

## وصلات خارجية
- الموقع الرسمي